# Al-Biruni

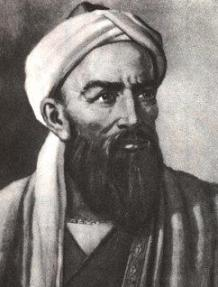
Al-Biruni

Abu Raihan Biruni of Abu Rayhan Muhammad ibn Ahmad Biruni (4 september 973 — tussen 3 december en 13 december 1048) (ook Alberuni; Arabisch: أبو الريحان البيروني; Perzisch: ابوریحان بیرونی) was een Perzisch wiskundige, natuurkundige, astronoom, geleerde, encyclopedieschrijver, filosoof, astroloog, reiziger, historicus, drogist en onderwijzer.
Biruni werd geboren in Khwarazm, dat tegenwoordig in Oezbekistan ligt maar destijds bij het rijk van de Abbasiden hoorde. Hij studeerde wiskunde en astronomie bij Abu Nasr Mansur. Hij was later een collega van de filosoof en natuurkundige Ibn Sina (Avicenna) en van de historicus, filosoof en ethicus Ibn Miskawayh, in een wetenschapscentrum opgezet door de Perzische prins Abu Al Abbas Ma'mun Khawarazmshah. Biruni reisde ook naar India, leerde er de taal, bestudeerde het geloof en de filosofie ter plekke en schreef er een boek over. Daarnaast reisde hij ook mee als chroniqueur in het gevolg van Mahmud van Ghazni. Ook sprak hij Grieks en mogelijk ook Syrisch en Berbers.
Hij schreef zo'n 120 werken, waarvan er 26 bewaard zijn gebleven.
Enkele van zijn meest opzienbarende prestaties zijn:
- Op de leeftijd van 17 bepaalde hij de breedtegraad van Khwarazm.
- Op de leeftijd van 22 had hij al enkele werken geschreven.
- Op de leeftijd van 27 schreef hij een boek Chronologie, waarin hij refereerde aan (verloren gegaan) werk van hem.
- Hij berekende de straal van de Aarde en bepaalde deze op 6339,6 kilometer (werkelijke waarde is ongeveer 6378 kilometer).

Hij schreef ook enkele werken over het astrolabium: de Ikhraj (waarschijnlijk voor 1018) en de al-Tatriq (waarschijnlijk na 1036, tijdens zijn verblijf in Ghazni).